# Фейерфест!
Фейерфест! («Огнеупорный!»), соч. 269 — французская полька, была написана Йозефом Штраусом в 1869 году.

## История
Полька «Фейерфест!» (что с немецкого переводится как огнеупорный) была написана Йозефом Штраусом по заказу компании Wertheim..Компания производила сейфы, которые продавались как огнеупорные, и Wertheim, как известно, продемонстрировала это, поместив свои сейфы в костры. Полька «Фейерфест!» была впервые исполнена в 1869 году, чтобы отпраздновать 20-тысячный сейф компании. Оркестр включает в себя наковальню, и в различных моментах партитура предписывает перкуссионисту ударить по наковальне молотком, напоминая об изготовлении и прочности сейфа.

## Музыка
(ниже представлена нотная запись)
В исполнении пианино.

## Венский новогодний концерт
Полька исполнялась в венских новогодних концертах :
- 1951 — Клеменс Краусс
- 1962 — Вилли Босковски
- 1968 — Вилли Босковски
- 1971 — Вилли Босковски
- 1982 — Лорин Маазель (с Венским хором мальчиков)
- 1992 — Карлос Клайбер
- 1994 — Лорин Маазель
- 2012 — Марисс Янсонс (с Венским хором мальчиков)

## Дополнительные ссылки
- Фейерфест!: ноты произведения на International Music Score Library Project
- "Feuerfest!" на YouTube, Vienna New Year’s Concert, 2012, Vienna Philharmonic, Vienna Boys' Choir, Mariss Jansons, conducting and playing the anvil